# Liste der Hallenkirchen in der Schweiz

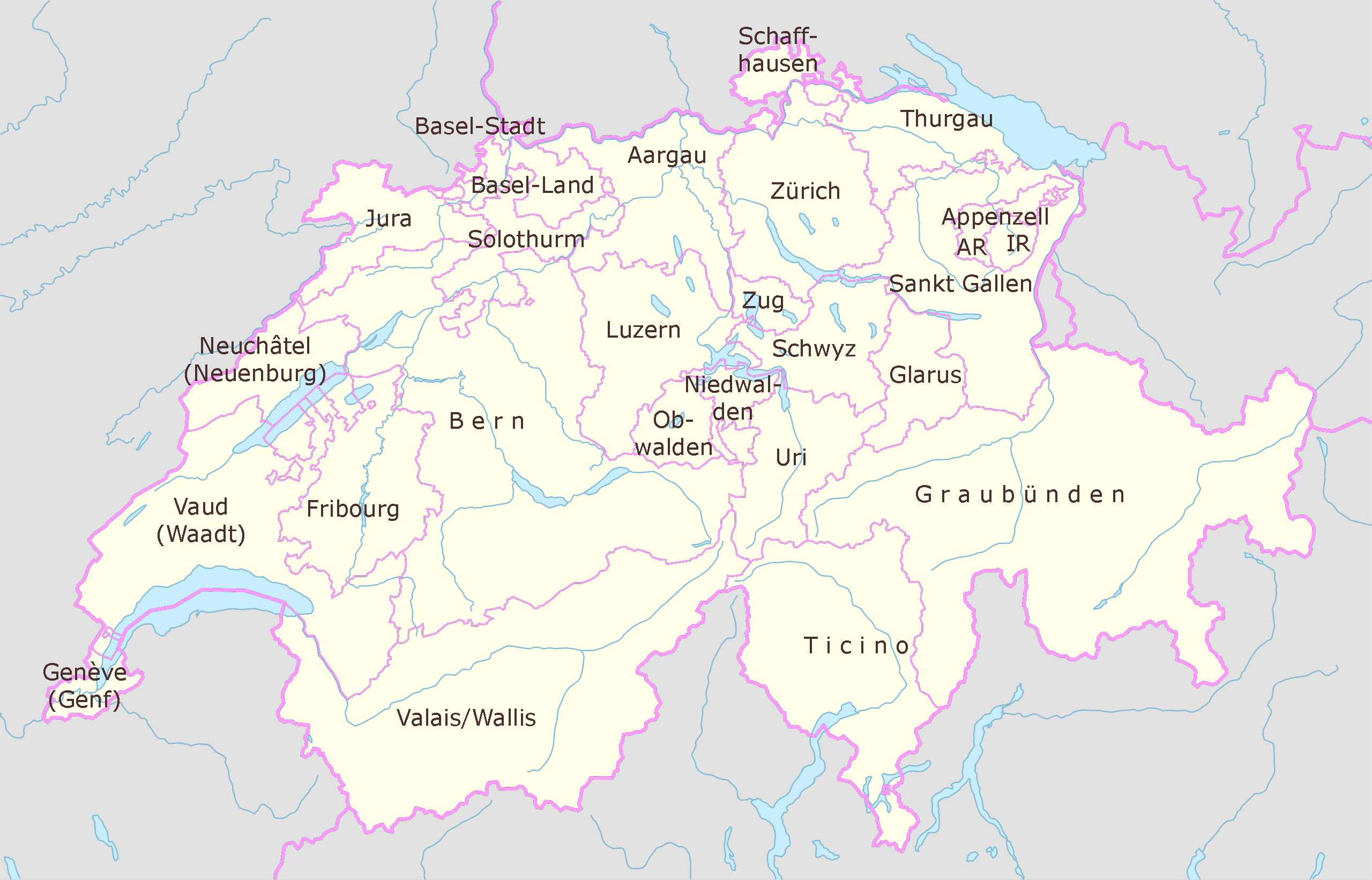
Kantone der Schweiz

▶ Liste(n) der Hallenkirchen – Übersicht
– Siehe auch Pseudobasiliken in der Schweiz (mind. 7) –
Anzahl: 22
Die grösste Hallenkirche der Schweiz ist eine Barockkirche.

## Liste

### Basel-Stadt
| Ort   | Kirche                        | Anmerkungen                                   | Fotos | Fotos |
| ----- | ----------------------------- | --------------------------------------------- | ----- | ----- |
| Basel | Reformierte Leonhardskirche   |                                               |       |       |
| Basel | Reformierte Elisabethenkirche | 1857–1864, neugotisch                         |       |       |
| Basel | Allerheiligenkirche           | ab 1947, modern, extrem schmale Seitenschiffe |       |       |

### Kanton Bern
| Ort                | Kirche                         | Anmerkungen | Fotos | Fotos |
| ------------------ | ------------------------------ | ----------- | ----- | ----- |
| Bellelay, Saicourt | Abteikirche Bellelay (CC)      |             |       |       |
| Bern               | Heiliggeistkirche (reformiert) |             |       |       |
| Biel/Bienne        | St. Maria Immaculata           |             |       |       |

### Schwyz
| Ort        | Bauwerk/Patrozinium    | Anmerkungen       | Fotos | Fotos |
| ---------- | ---------------------- | ----------------- | ----- | ----- |
| Schwyz     | Pfarrkirche St. Martin | 1769–1774, Barock |       |       |
| Einsiedeln | Kloster Einsiedeln     | Barock            |       |       |

### Vaud (Waadt)
| Ort                    | Bauwerk/Patrozinium                | Anmerkungen                | Fotos | Fotos |
| ---------------------- | ---------------------------------- | -------------------------- | ----- | ----- |
| Montreux               | Sacré-Cœur (CC)                    |                            |       |       |
| Saint-Saphorin, Lavaux | Saint-Symphorien (CC)              | dreischiffige Staffelhalle |       |       |
| Orbe                   | Reformierte Kirche Notre-Dame (CC) | 15. Jh., Flamboyantstil    |       |       |

### Wallis
| Ort                              | Bauwerk/Patrozinium       | Anmerkungen                 | Fotos | Fotos                        |
| -------------------------------- | ------------------------- | --------------------------- | ----- | ---------------------------- |
| Saint-Pierre-de-Clages, Chamoson | St-Pierre                 |                             |       |                              |
| Raron                            | Burgkirche St. Roman (CC) |                             |       |                              |
| Savièse                          | St-Germain                | 1523, schmale Seitenschiffe |       | Innenfoto siehe Trip advisor |

### Kanton Zürich
| Ort          | Bauwerk/Patrozinium    | Anmerkungen           | Fotos | Fotos           |
| ------------ | ---------------------- | --------------------- | ----- | --------------- |
| Stadt Zürich | Grossmünsterkapelle    | 1858–1860, neugotisch |       | Innenfoto fehlt |
| Stadt Zürich | St. Jakob (reformiert) |                       |       |                 |
| Stadt Zürich | St. Peter (reformiert) |                       |       |                 |

### Sonstige Kantone
| Ort                          | Bauwerk/Patrozinium                    | Anmerkungen                                                                              | Fotos | Fotos |
| ---------------------------- | -------------------------------------- | ---------------------------------------------------------------------------------------- | ----- | ----- |
| Diessenhofen, Kanton Thurgau | Evangelische Stadtkirche St. Dionysius | Stufenhalle mit flachen Decken in geringen Höhenunterschieden                            |       |       |
| St. Gallen                   | Stiftskirche St. Gallen                |                                                                                          |       |       |
| Luzern                       | Christuskirche (CC)                    |                                                                                          |       |       |
| Müstair, Kanton Graubünden   | Klosterkirche St. Johann               | Benediktinerinnen, karolingisch, Umbau zur Hallenkirche mit gotischen Gewölben 1488–1492 |       |       |
| Neuchâtel                    | Notre-Dame- de-l’Assomption            | 1906 geweiht, 2007 Basilica minor                                                        |       |       |